# Zhuoluo
Zhuoluo är en socken i nordvästra Kina. Den ligger i Lintan härad i den autonoma prefekturen Gannan för tibetaner i provinsen Gansu, omkring 150 kilometer söder om provinshuvudstaden Lanzhou. Antalet invånare är 2 100. Befolkningen består av 1 033 kvinnor och 1 067 män. Barn under 15 år utgör 22,0 %, vuxna 15-64 år 68 %, och äldre över 65 år 8,0 %.